# Monnina itapoanensis
Monnina itapoanensis là một loài thực vật có hoa trong họ Polygalaceae. Loài này được Vianna, Maria C. & Marques mô tả khoa học đầu tiên năm 1992.